# Vietnam aux Jeux paralympiques
Le Vietnam a participé pour la première fois aux Jeux paralympiques aux Jeux paralympiques d'été de 2000 à Sydney. Il a remporté 5 médailles dans cette compétition.